# Dame im Pelz

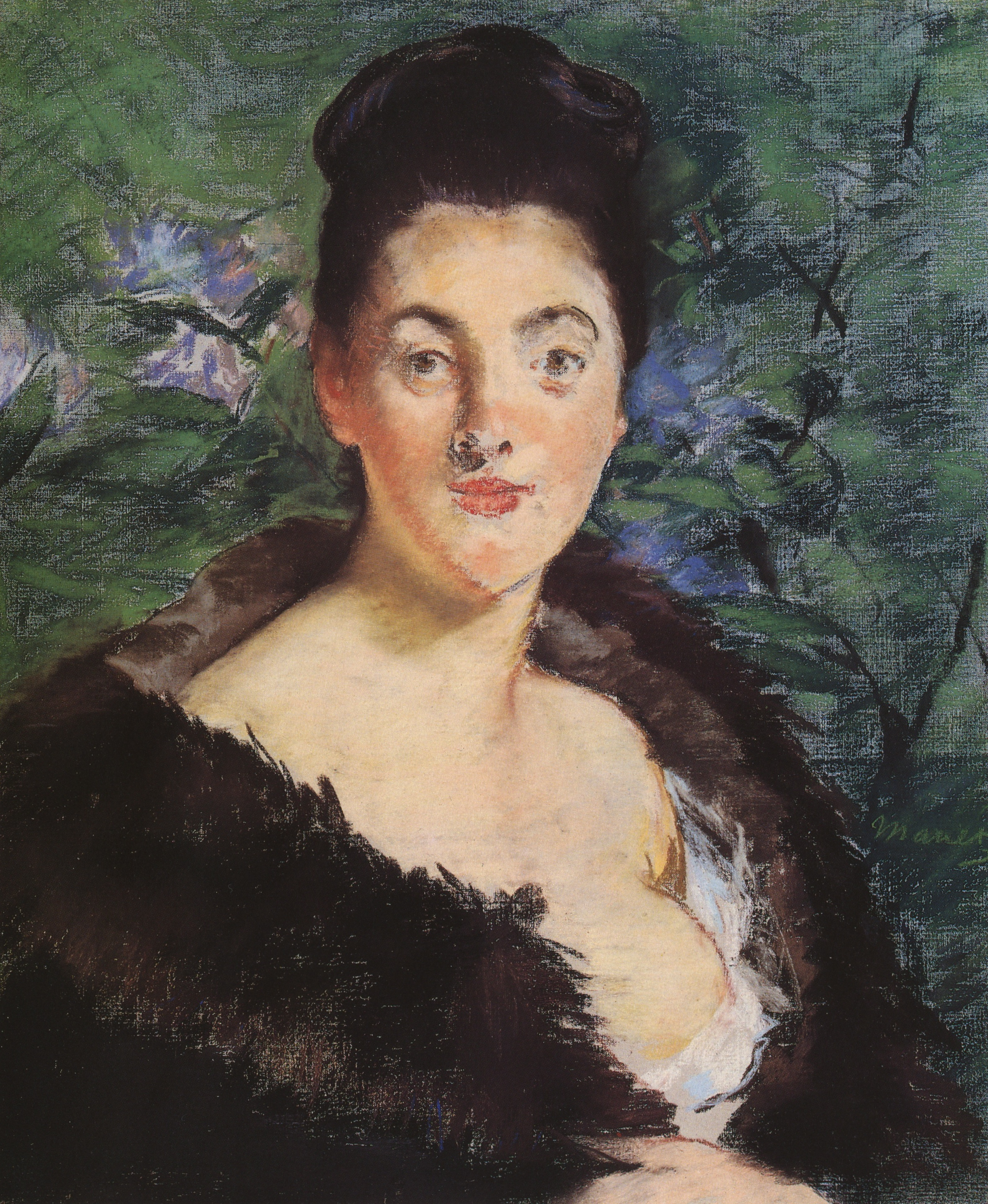
Dame im Pelz
Édouard Manet, um 1880
55,8 × 45,8 cm
Pastell auf Leinwand
Österreichische Galerie Belvedere, Wien

Dame im Pelz, auch  Madame Guillemet, Die Unbekannte oder Damenbildnis, (französisch L’inconnue), ist ein um das Jahr 1880 auf Leinwand gezeichnetes Pastellbildnis von Édouard Manet. Das 55,8 cm hohe und 45,8 cm breite Porträt zeigt vor floralem Hintergrund eine in einen Mantel mit Pelzkragen gehüllte junge Frau, deren Identität nicht geklärt ist. Es gehört zu einer Reihe von Pastellbildern, die Manet wenige Jahre vor seinem Tod im Stil des Impressionismus ausführte. Das Porträt befindet sich seit 1942 im Besitz der Österreichischen Galerie Belvedere in Wien.

## Bildbeschreibung
Im Bild Dame im Pelz zeigt Manet eine junge Frau als Bruststück. Während der Oberkörper etwas zum rechten Bildrand gedreht ist, weist das Gesicht frontal zum Bildbetrachter. Unter den schmalen, bogenförmigen Augenbrauen sind die Augen weit geöffnet und schauen nach vorn. Das dunkle Kopfhaar ist nach hinten gekämmt und hochgesteckt, sodass die Stirn und ihr sichtbares rechtes Ohr unverdeckt bleiben. „Feine, zarte, hingehauchte Hauttöne“ kennzeichnen das Gesicht der Porträtierten. Auf ihre Wangen ist etwas Rouge aufgetragen und ihre geschlossenen Lippen sind rot geschminkt. Der Gesichtsausdruck erscheint wach und selbstbewusst.
Die Dargestellte trägt einen mit braunem Pelzkragen besetzten schwarzen Mantel, der möglicherweise von der am unteren Bildrand angedeuteten linken Hand zusammengehalten wird. Der vorn weit geöffnete Mantel gibt den Blick frei auf die nackte Haut im Bereich von Schulter und Dekolleté, wobei sich ein besonders starker Kontrast am Übergang von der hellen Haut hin zum faserigen dunklen Pelz ergibt. Unter dem Mantel ist der Körper lediglich mit etwas weißem Stoff bedeckt – hierbei könnte es sich um ein Hemd, eine Bluse oder ein Kleid handeln. Diese relativ freizügige Bekleidung verleiht dem Bild einen intimen Charakter. Der schlanke Hals ist ebenso wie die Ohren ohne jeglichen Schmuck. An ihrer rechten Halsseite und am Rand der rechten Gesichtshälfte sind Schattenbereiche sichtbar, die auf einen Lichtquelle jenseits des rechten Bildrandes hindeuten.
Bei der unbestimmte Raumsituation im Bildhintergrund könnte es sich um Pflanzen in einem Gewächshaus handeln. Wie eine Tapete wirkt die Fläche mit den beinahe abstrakten Formen der grünen Blätter, den kleinen dunklen Ästen und den blau-weißen Blüten zu beiden Seiten des Kopfes der Porträtierten. Am rechten Bildrand etwas unterhalb der Bildmitte erscheint ein waagerechter breiter grüner Streifen, durch den die Pflanzenteile des Hintergrundes sichtbar sind. Auf dieser Fläche, die schemenhaft die Oberkante einer Bank andeuten könnte, ist die Signatur „Manet“ zu lesen. Anlässlich einer Ausstellung 2012 in der Wiener Albertina wurde das Bild Dame im Pelz als Manets „Zeichen seiner Referenz an weibliche Schönheit, Sinnlichkeit und modische Eleganz“ beschrieben.

## Die Unbekannte – zur Identität der Porträtierten
Die zu diesem Bild in verschiedenen Sprachen existierenden Bezeichnungen verweisen teilweise auf die unklare Identität der Porträtierten. Der französische Bildtitel L’inconnue findet sich in der deutschsprachigen Literatur entsprechend als Die Unbekannte wieder. Zudem gibt es für dieses Bildnis die englische Bezeichnung The unknown Lady. Einige Autoren vermuten, es könnte sich bei der Dargestellten um Jeanne Guillemet handeln, da der erste Besitzer des Bildes als „Guillemet, Paris“ bekannt ist. Madame Guillemet unterhielt zusammen mit ihrem Mann Jules in Paris ein Modegeschäft in der vornehmen Rue du Faubourg Saint-Honoré und gehörte zum Freundeskreis des Künstlers. Sie war für ihre Schönheit und elegante Kleidung bekannt und die Dame im Pelz wird in gleicher Weise als „mondäne Erscheinung“ beschrieben. Manet hatte die Eheleute Guillemet 1879 im Gemälde Im Wintergarten (Nationalgalerie, Berlin) porträtiert und Jeanne Guillemet ist darüber hinaus in den beiden 1880 entstandenen Pastellbildern Madame Guillemet (Saint Louis Art Museum) und Pariserin (Ordrupgaard, Charlottenlund) zu sehen. Auffällig ist, dass Madame Guillemet sowohl in den Pastellbildern, als auch im Doppelporträt mit ihrem Mann, hochgeschlossene Kleidung trägt, was für eine verheiratete Frau ihrer Gesellschaftsschicht angemessen erscheint. Die freizügige Darstellung im Bildnis Dame im Pelz spricht eher gegen Madame Guillemet als Modell, zumal die freundschaftliche Beziehung zwischen ihr und Manet von relativ förmlichen Umgangsformen geprägt war, worauf erhaltene Briefe hindeuten.

Édouard Manet: Im Wintergarten, 1879
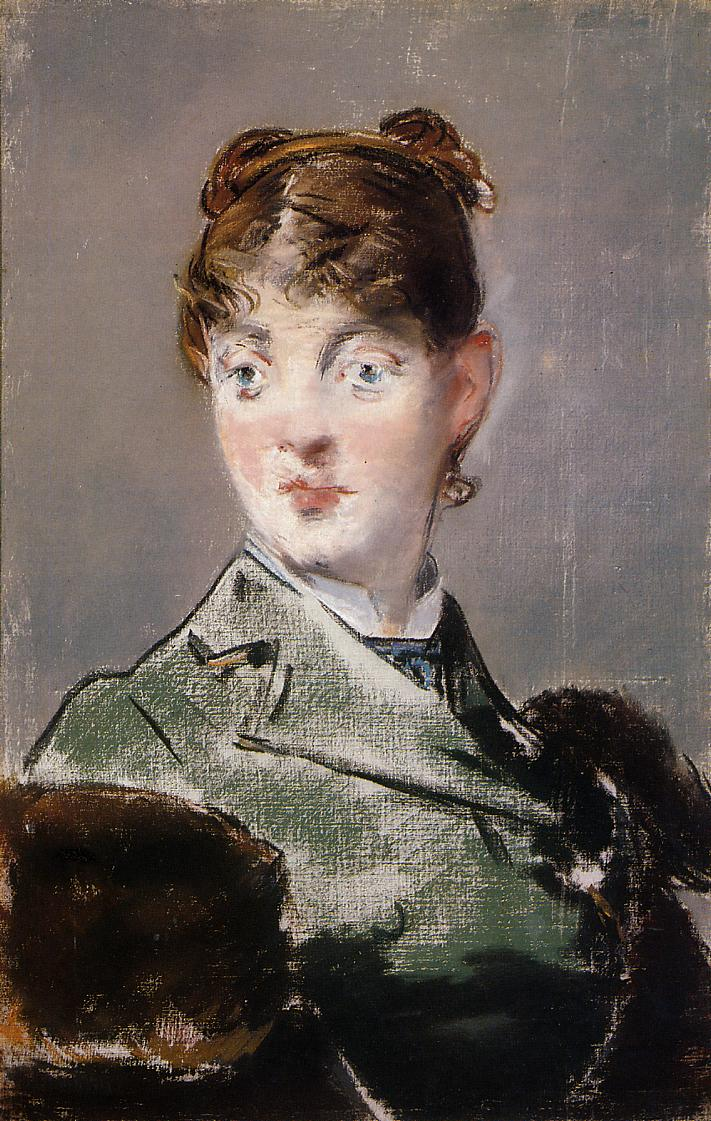
Édouard Manet: Pariserin, 1880
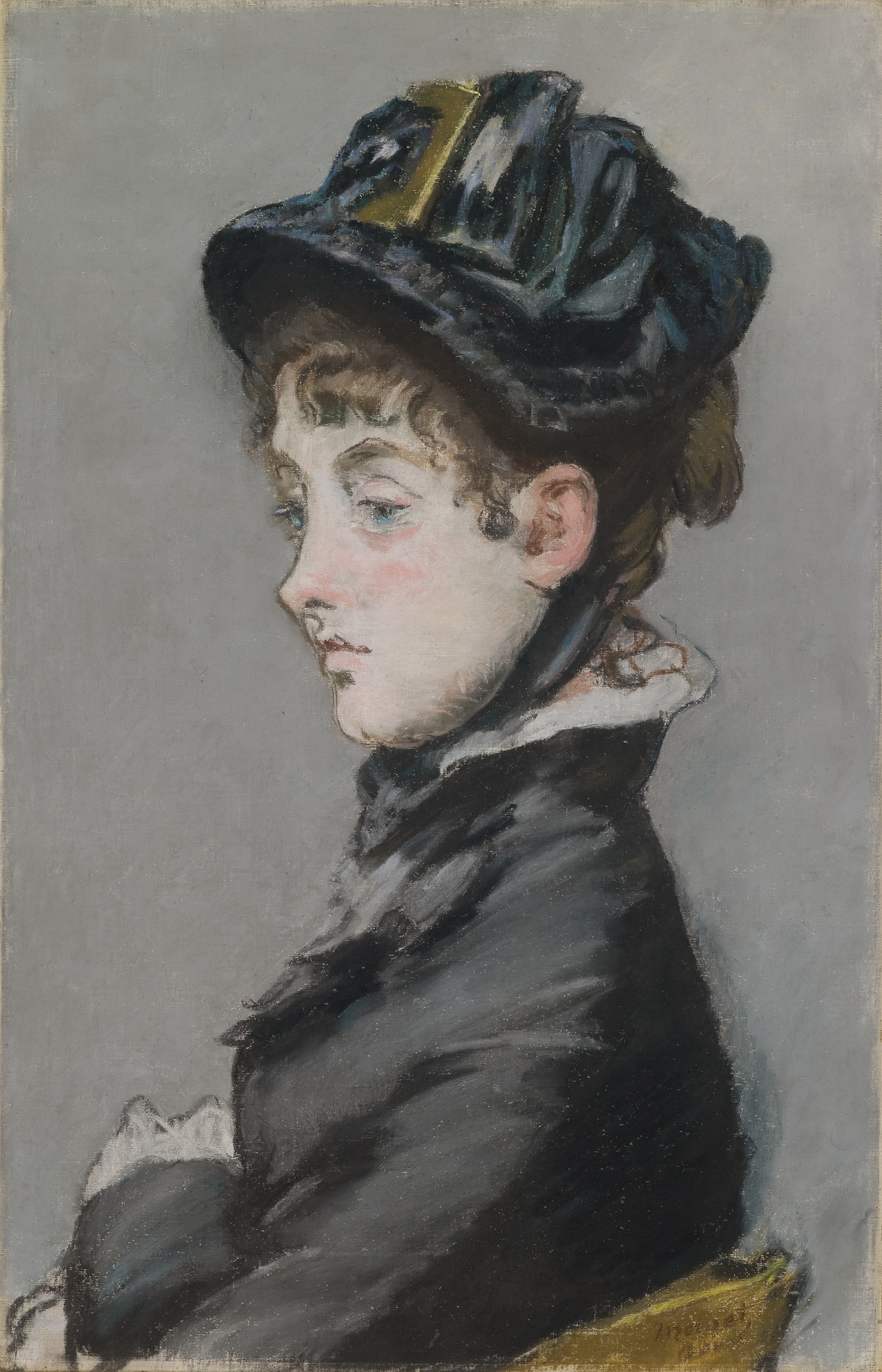
Édouard Manet: Madame Guillemet, 1880

Ein anderes Indiz für Madame Guillemet als Modell für das Bildnis Dame im Pelz ist der Pflanzenhintergrund, der sich – deutlich ausgearbeiteter – beim Doppelporträt der Guillemets im Gemälde Im Wintergarten wiederfindet. Als Modell für die Dame im Pelz kommen aber neben Madame Guillemet auch andere Frauen in Frage. So gibt es bei mehreren ab 1879 entstandenen Werken Manets einen Hintergrund aus hohen dichten Pflanzen. Dem Maler stand zu diesem Zeitpunkt ein realer Wintergarten als Kulisse zur Verfügung, in den er verschiedene Modelle zur Sitzung einlud. Neben dem Ehepaar Guillemet porträtierte er in diesem Wintergarten seine Frau Suzanne (Nationalgalerie, Oslo) und die Schauspielerin Jeanne Demarsy posiert vor einer solchen Pflanzenkulisse im Gemälde Auf der Bank (Pola Museum of Art, Hakone). Da Madame Manet eine völlig andere Physiognomie als die Dame im Pelz hatte, kommt sie als Dargestellte in diesem Bildnis nicht in Frage. Auch bei Jeanne Demarsy gibt es nur wenig Ähnlichkeit zur Porträtierten im Bild Dame im Pelz.

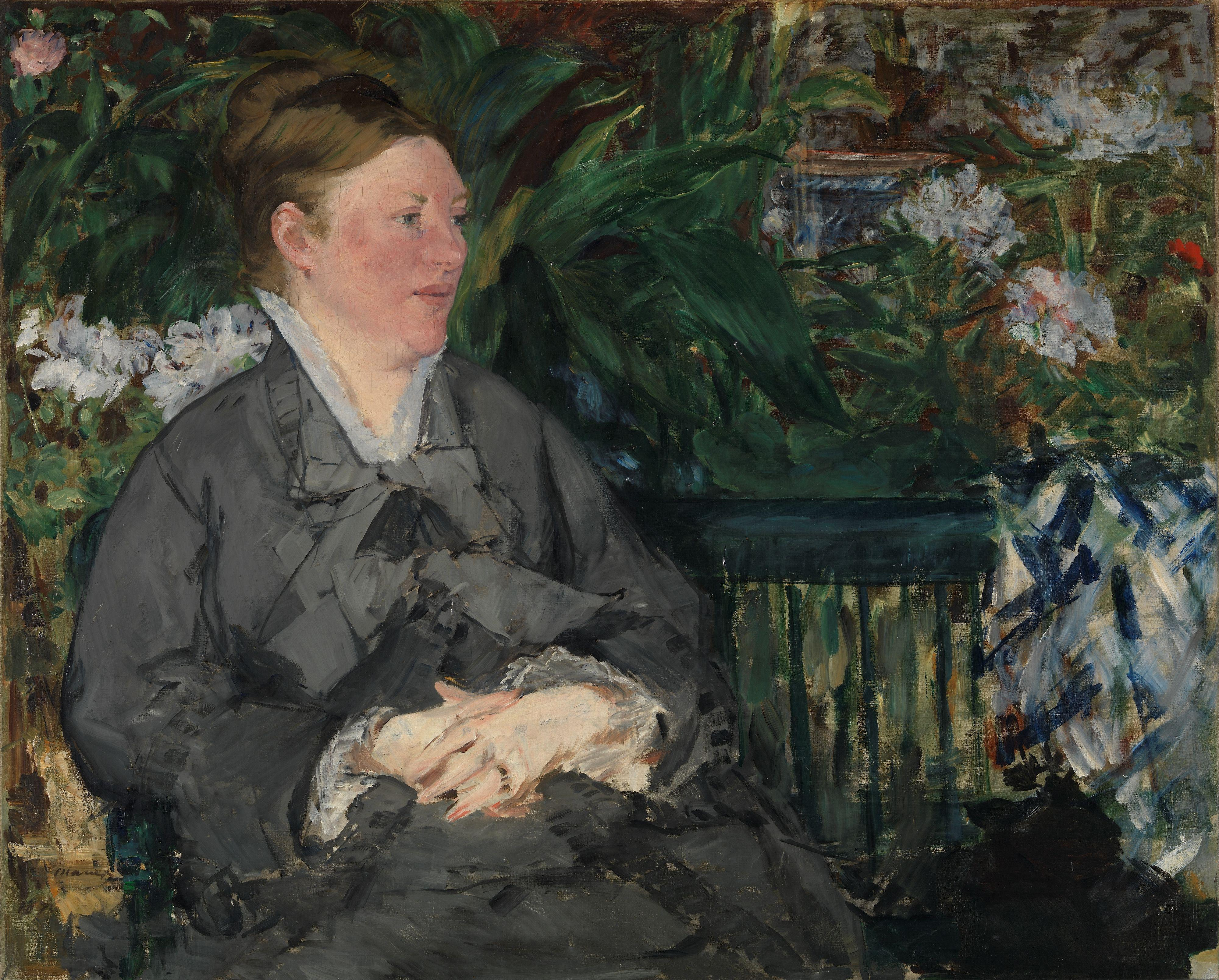
Édouard Manet: Madame Manet im Wintergarten, 1879
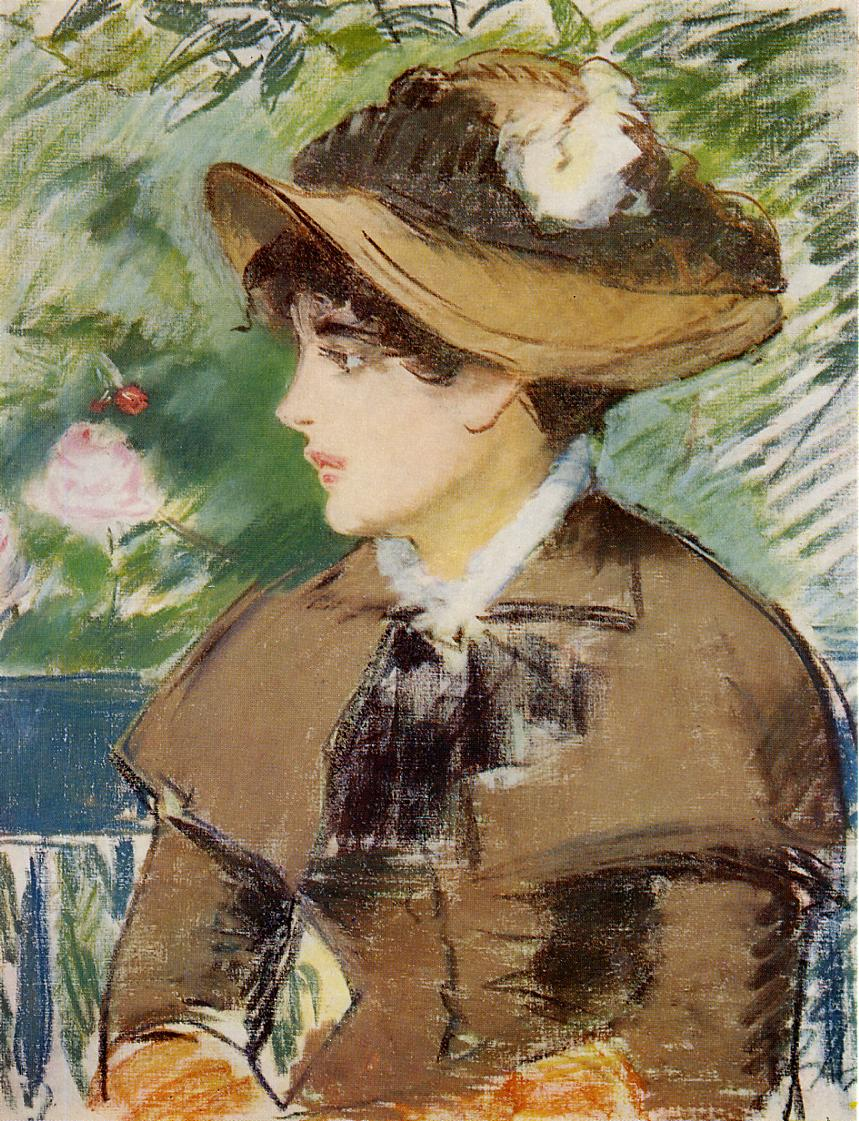
Édouard Manet: Auf der Bank, 1879

Ein weiterer Anhaltspunkt zur Identifizierung der Dame im Pelz könnte ihre Kleidung sein. Vor allem unter Manets späten Bildnissen gibt es mehrere Porträts von Damen, die ein Kleidungsstück mit Pelzkragen tragen. Einen Kragen ähnlich dem im Bild Dame im Pelz zeigt Manet beispielsweise bei der im Profil dargestellten Frau mit Pelz (Privatsammlung). Beide Bilder sind als Pastell ausgeführt und in kurzem zeitlichen Abstand entstanden. Bei der im Bild Frau mit Pelz Porträtierten ist die Identität ebenfalls ungeklärt, äußerliche Übereinstimmungen zur Dame im Pelz sind durchaus vorhanden. Darüber hinaus finden sich bei mehreren um 1880 entstandenen Frauenporträts Darstellungen mit großem Dekolleté. Im Porträt der Mademoiselle Isabelle Lemonnier (Privatsammlung) zeigt Manet eine gute Freundin in Ballrobe, bei der, wie in Dame im Pelz, die nackte Haut von Schulter und Dekolleté zu sehen ist. Beim büstenartigen Porträt der Madame Jacob (Musée d’Orsay, Paris) verzichtete Manet auf jegliche Kleidung. Vor allem Madame Jacob weist bei den Gesichtszügen große Ähnlichkeit zur Dargestellten im Bild Dame im Pelz auf. All diese und weitere nicht genannte Frauen könnten für das Bild Dame im Pelz Modell gesessen haben – eine eindeutige Identifizierung ist jedoch durch Vergleiche mit anderen Werken Manets nicht möglich.

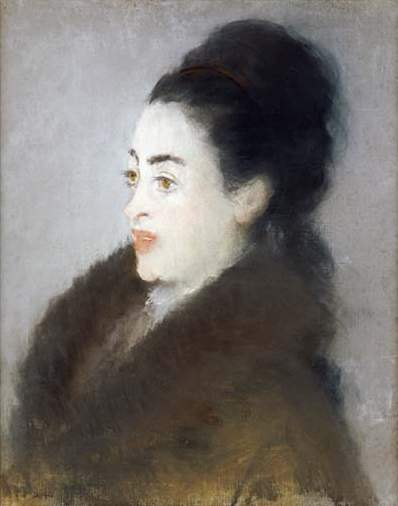
Édouard Manet: Frau mit Pelz, um 1879
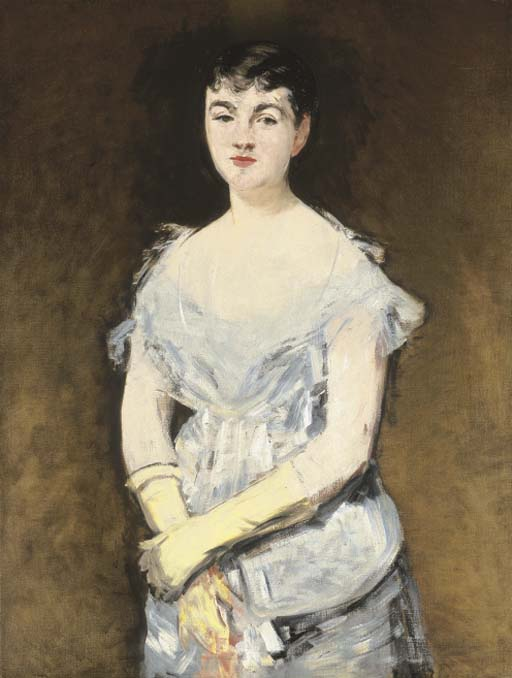
Édouard Manet: Porträt der Mademoiselle Isabelle Lemonnier, um 1879
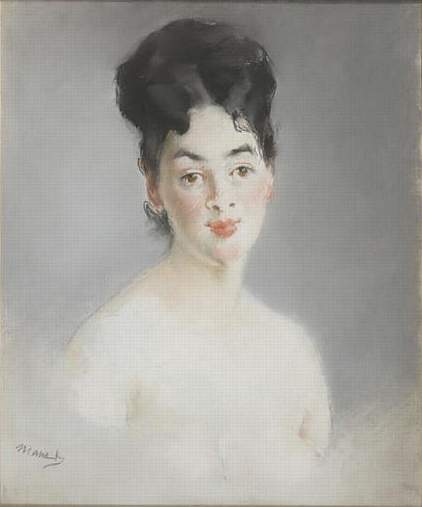
Édouard Manet: Madame Jacob, 1880

## Provenienz
In Manets Werkverzeichnis von Rouart/Wildenstein ist als erster Besitzer des Bildes „Guillemet, Paris“ vermerkt. Hierbei könnte es sich um das bereits genannte Ehepaar Guillemet handeln, aber auch der mit Manet befreundete Maler Antoine Guillemet käme theoretisch als Besitzer in Frage, wird jedoch in der Manet-Literatur nicht mit dem Bild in Verbindung gebracht. Als nächster Besitzer ist der Unternehmer und Kunstsammler Auguste Pellerin bekannt. Der Margarinefabrikant besaß eine umfangreiche Sammlung von Werken Manets, die 1910 in den Kunsthandel gelangten. Ein Konsortium aus den Galerien Bernheim-Jeune, Durand-Ruel und Paul Cassirer erwarb die Sammlung und stellte sie, einschließlich der Dame im Pelz, unter anderem in der Münchner Kunsthandlung Moderne Galerie von Heinrich Thannhauser aus.
Danach gelangte das Bild in die Sammlung des Berliner Bankiers Robert von Mendelssohn, der neben Gemälden des Barock auch mehrere Werke des französischen Impressionismus besaß. Nach seinem Tod 1917 ging die Kunstsammlung in den Besitz seiner Familie über. Die Witwe Giulietta von Mendelssohn-Gordigiani lebte als gebürtige Italienerin überwiegend in ihrem Heimatland, während die beiden Kinder des Paares, die Schauspielerin Eleonora von Mendelssohn und der Cellist und Theaterregisseur Francesco von Mendelssohn, zunächst die Berliner Villa der Mendelssohns bewohnten, in der sich auch die Gemäldesammlung befand. 1935 ließ Eleonora von Mendelssohn, durch Heirat inzwischen österreichische Staatsbürgerin, den Großteil der Kunstsammlung als Umzugsgut nach Schloss Kammer in Oberösterreich bringen. Eleonora und ihr Bruder Francesco von Mendelssohn emigrierten noch im selben Jahr in die Vereinigten Staaten, wohin sie eine Reihe von Kunstwerken mitnahmen, die sie in den Folgejahren veräußerten, um ihren Lebensunterhalt zu bestreiten.
Manets Dame im Pelz und weitere Bilder der Sammlung Mendelssohn verblieben in Europa. Giulietta von Mendelssohn-Gordigiani, die nach deutscher Gesetzgebung als Arierin galt, ließ 1942 ihren Vermögensverwalter Aldo Cima über den Verkauf von Kunstwerken verhandeln. Aus der Sammlung von Mendelssohn kamen schließlich einige Werke des französischen Impressionismus über den Kunsthändler Otto Schatzker in die Österreichische Galerie in Wien. Maßgeblich beteiligt war hierbei der Museumsdirektor Bruno Grimschitz, der mit den Ankäufen versuchte, Lücken im Sammlungsbestand zu schließen. Für Manets Dame im Pelz wurde ein Betrag von 40.000 Reichsmark vereinbart. Nach dem Zweiten Weltkrieg versuchte Giulietta von Mendelssohn-Gordigiani vergeblich, die Restitution der in Wien befindlichen Bilder zu erreichen. Sie machte verfolgungsbedingten Verkauf geltend, den sie jedoch nicht beweisen und durchsetzen konnte. Die Dame im Pelz war das erste und ist bis in die Gegenwart das einzige Bildnis Manets in einem österreichischen Museum.